# Marseillská církevní provincie

Marseillská církevní provincie na mapě Francie

Marseillská církevní provincie je římskokatolickou církevní provincií, ležící v regionech Provence-Alpes-Côte d'Azur a Korsika ve Francii. V čele provincie stojí arcibiskup–metropolita z Marseille. Provincie vznikla 8. prosince 2002, kdy byla povýšena marseillská diecéze na arcidiecézi. Současným metropolitou je arcibiskup Jean-Marc Aveline.

## Historie
Provincie vznikla spolu s povýšením marseillské diecéze na metropolitní arcidiecézi 8. prosince 2002, se sedmi sufragánními diecézemi. Před povýšením marseillské diecéze na metropolitní arcidiecézi existovaly aixská církevní provincie a avignonská církevní provincie, které byly při vzniku dijonské provincie zrušeny a arcidiecéze aixská a avignonská arcidiecéze se staly sufragánními arcidiecézemi.
Do roku 2019 byl metropolitou Georges Pontier. Od roku 2019 je metropolitním arcibiskupem Jean-Marc Aveline.

## Členění
Území provincie se člení na osm diecézí:
- arcidiecéze marseillská, založena v 1. století, na arcidiecézi přímo podřízenou Svatému stolci byla povýšena 31. ledna 1948, na metropolitní arcidiecézi pak 8. prosince 2002
  - arcidiecéze aixská, založena v 1. století, na metropolitní arcidiecézi povýšena v 5. století, od 8. prosince 2002 není metropolitní arcidiecézí
  - arcidiecéze avignonská, založena ve 4. století, na metropolitní arcidiecézi povýšena roku 1475, v roce 1801 byl odebrán statut arcidiecéze, roku 1822 opět udělen, od 16. prosince 2002 není metropolitní arcidiecézí
  - diecéze ajaccijská, založena v 3. století
  - diecéze digneská, založena ve 4. století
  - diecéze Fréjus-Toulon, založena ve 4. století
  - diecéze gapská, založena v 3. století
  - diecéze nicejská, založena v 3. století